# بوسیلگراد
بوسیلگراد (به صربی: Bosilegrad) یک شهرستان در صربستان است که در صربستان جنوبی و شرقی واقع شده‌است. بوسیلگراد ۶۹۶ متر بالاتر از سطح دریا واقع شده‌است.